# 许诚
许诚（1913年—2004年），男，江西宁都人，中华人民共和国军事人物，中国人民解放军少将，曾任天津警备区政治委员，中共天津市委书记。